# Claudine Moulin
Claudine Moulin (* 9. Februar 1962 in Luxemburg) ist eine Germanistin und Hochschulprofessorin an den Universitäten von Trier (seit 2003) und Luxemburg. Sie ist zudem Co-Direktorin des Trier Center for Digital Humanities.
Sie wurde an der Universität Bamberg 1989 promoviert und 1999 habilitiert. Thema ihrer Dissertation war der Majuskelgebrauch in Luthers deutschen Briefen, die Habilitationsschrift befasste sich mit dem Würzburger Althochdeutsch. Außerdem legte sie eine zweibändige Bibliographie der deutschen Grammatiken und Orthographielehren von den Anfängen der Überlieferung bis zum Jahr 1700 vor.
Ihre Forschungsschwerpunkte liegen im Bereich der historischen Linguistik des Deutschen, des Sprachwandels, der frühmittelalterlichen Glossographie, der Orthographietheorie und Orthographiegeschichte sowie der frühneuzeitlichen Traktatliteratur. Sie ist in den Digital Humanities aktiv, insbesondere im Bereich der digitalen Lexikographie, der Editionsphilologie und der Cultural Heritage Studies.

## Mitgliedschaften und Gremien
Von Herbst 2005 bis Sommer 2009 war sie Sprecherin des Historisch-Kulturwissenschaftlichen Forschungszentrums Trier, dessen Vorstand sie weiterhin angehört. 2012 bis 2024 war sie Mitglied des Mediävistischen Arbeitskreises an der Herzog August Bibliothek Wolfenbüttel. Seit 2017 und bis 2028 ist sie ebendort Mitglied des Scientific Board. 2013 bis 2016 war sie Mitglied des Governance Boards des Centre Virtuel sur la Connaissance de l'Europe (CVCE) in Sanem (Luxemburg). 2018 bis 2022 war sie Mitglied des Scientific Board der École pratique des hautes études in Paris. Seit 2020 ist sie Mitglied des Scientific Board der Reformationsgeschichtlichen Forschungsbibliothek Wittenberg.
Von 2013 bis 2017 gehörte sie dem Universitätsrat der Otto-Friedrich-Universität Bamberg an, von 2018 bis 2023 war sie Mitglied des Conseil de Gouvernance der Université du Luxembourg. Seit 2017 ist sie Mitglied des Hochschulrats der Philipps-Universität Marburg.

## Ehrungen
Im Dezember 2010 wurde Moulin von der Akademie der Wissenschaften und der Literatur mit dem Akademiepreis des Landes Rheinland-Pfalz ausgezeichnet. Im Dezember 2013 erhielt sie den Verdienstorden des Landes Rheinland-Pfalz. Am 23. Januar 2025 wurde ihr der Verdienstorden der Bundesrepublik Deutschland verliehen.